# Piper foveolatum
Piper foveolatum är en pepparväxtart som beskrevs av C. Dc.. Piper foveolatum ingår i släktet Piper och familjen pepparväxter. Inga underarter finns listade i Catalogue of Life.